# 알리 알불라이히
알리 하디 모함메드 알불라이히(1989년 11월 21일 ~, 아랍어: علي هادي محمد البليهي, Ali Hadi Mohammed Al-Bulaihi)는 사우디아라비아의 축구 선수이다. 현재 알힐랄에서 활약하고 있으며, 포지션은 수비수다.

## 클럽 경력
알불라이히는 2014년부터 2017년까지 알나흐다와 알파테에 대해 짧은 철자를 가지고 있으며 2017년 알파테의 AFC 챔피언스리그에서 뛰었다.

### 알힐랄
2017년 6월 21일, 알힐랄은 3년 계약을 통해 알리에게 자유 계약을 체결했다.

## 국제 경력
2018년 6월, 러시아의 2018 FIFA 월드컵에서 사우디아라비아 축구 국가대표팀에 이름을 올렸다.

## 수상 내역
알힐랄
- 사우디 프로페셔널 리그: 2017–18
- 사우디 슈퍼 컵 : 2018